# Heinrich Mitteis
Heinrich Mitteis (* 26. November 1889 in Prag, Österreich-Ungarn; † 23. Juli 1952 in München) war ein deutscher Rechtswissenschaftler. Er gilt als einer der bedeutendsten Rechtshistoriker des 20. Jahrhunderts.

## Leben
Heinrich Mitteis wurde 1889 in Prag als Sohn des Rechtshistorikers Ludwig Mitteis geboren. Er entwickelte ein starkes musikalisches Interesse und besuchte die humanistische Thomasschule zu Leipzig. Mit dem späteren Thomaskantor Karl Straube verband ihn eine enge Freundschaft. Er studierte ab dem Wintersemester 1908/1909 Rechtswissenschaft bei Karl Binding, Otto Mayer, Rudolph Sohm und Adolf Wach an der Universität Leipzig und ab 1909/1910 bei Heinrich Brunner, Karl Zeumer und Otto von Gierke an der Friedrich-Wilhelms-Universität zu Berlin. Im Jahr 1913 wurde er in Leipzig mit der „summa cum laude“ beurteilten Arbeit Rechtsfolgen des Leistungsverzugs beim Kaufvertrag nach niederländischen Quellen des Mittelalters zum Dr. jur. promoviert. Sein Referendariat unterbrach er von 1913 bis 1914 für eine rechtshistorische Weiterbildung bei Ulrich Stutz und Hans Schreuer (1866–1931) an der Universität Bonn.
Von 1915 bis 1918 war Mitteis Soldat, wurde mehrfach verwundet und ausgezeichnet (Albrechts-Orden 2. Klasse mit Schwertern und Eisernes Kreuz II. Klasse). Im Jahr 1919 habilitierte er sich in Deutscher Rechtsgeschichte und Privatrecht an der Universität Halle. Nebenamtlich nahm er einen Lehrauftrag am Polytechnikum Köthen wahr. Schon 1920 wurde Mitteis mit der Abhaltung von Vorlesungen an der Universität Köln beauftragt, wo er 1921 Ordinarius für Deutsche Rechtsgeschichte und Bürgerliches Recht wurde. 1924 folgte er einem Ruf nach Heidelberg als Nachfolger Hans Fehrs. Mitteis wurde Mitglied der Heidelberger Akademie der Wissenschaften (1925), der Société d’ histoire du droit (1931) sowie der Akademie für Deutsches Recht (1933).
1933 erschien seine vielbeachtete Darstellung Lehnrecht und Staatsgewalt. Im selben Jahr verlor er sein Amt als Dekan, weil er gegen die Verunglimpfung jüdischer Kollegen in der nationalsozialistischen Presse Stellung nahm und den Rektor der Heidelberger Universität kritisierte. Obwohl Mitteis nicht der NSDAP beitrat, wurde er 1934 auf den Lehrstuhl für Deutsches Privatrecht, Deutsches Bürgerliches Recht, Handels- und Wechselrecht und Deutsche Rechtsgeschichte an der Ludwig-Maximilians-Universität München berufen. Wegen seiner kritischen Einstellung zum Nationalsozialismus war Mitteis offenen Angriffen von Seiten der nationalsozialistischen Studentenführung ausgesetzt. In einer Vorlesung kam es sogar zu einer Schlägerei zwischen NS-Studenten und Mitteis’ Schülern. Mitteis musste auf Anweisung des Rektors Vorlesungen ausfallen lassen. Zum 1. April 1935 nahm er einen Ruf als Nachfolger von Hans von Voltelini (1862–1938) an die Universität Wien an. 1938 entging Mitteis der Schutzhaft nur, weil seine Familie mit der Frau von Alfred Jodl, dem damaligen Leiter des Wehrmachtführungsamtes, befreundet war. Nach dem „Anschluss Österreichs“ wurde Mitteis von allen Ämtern suspendiert und an die Universität Rostock versetzt. Dort lehrte er von Januar 1940 bis März 1946 als Nachfolger von Wilhelm Ebel als ordentlicher Professor für Bürgerliches Recht, Deutsches Privatrecht, Deutsche Rechtsgeschichte und Kirchenrecht. 1947 wechselte er als ordentlicher Professor nach Berlin. Im Dezember 1947 erhielt er einen Ruf an die Universität München, 1952 einen nach Zürich. Mitteis wurde nach dem Zweiten Weltkrieg in die Österreichische Akademie der Wissenschaften (1945), in die Deutsche Akademie der Wissenschaften zu Berlin (1946), in die Accademia Nazionale dei Lincei (1947) sowie in die Bayerische Akademie der Wissenschaften (1949) aufgenommen.

## Forschungsschwerpunkte
Mitteis war der wohl bedeutendste Rechtshistoriker des 20. Jahrhunderts. 1927 gründete er mit Leopold Wenger den Deutschen Rechtshistorikertag. Er verknüpfte die Rechtsgeschichte, die politische Geschichte und die Geistesgeschichte. Sein auf umfangreichen Quellenstudien in deutschen und französischen Archiven basierendes Buch Lehnrecht und Staatsgewalt korrigierte zahlreiche Vorstellungen von der Verfasstheit der mittelalterlichen Gesellschaft. Mitteis versuchte darin die Unterschiede in der staatlichen Entwicklung Deutschlands und Frankreichs mit Unterschieden im Lehnsrecht zu erklären: Weil es westlich des Rheins keinen Leihezwang gegeben habe, hätten die französischen Könige heimfallende Lehen zur Vergrößerung der Domaine royal genutzt, die den Kern des französischen Zentralstaats gebildet habe. Diese Thesen sind „mittlerweile im Kern widerlegt“. Dennoch waren sie „für die Geschichte der Erforschung von Lehen und Vasallität […] bedeutend: Erst sie haben einen starken Impuls gegeben für die genauere Untersuchung des Lehnswesens im spätmittelalterlichen Reich“.
In dem 1940 erstmals veröffentlichten Werk Der Staat des hohen Mittelalters behandelte er die Grundlinien einer vergleichenden Verfassungsgeschichte Europas. Er veröffentlichte Studienbücher zur Rechtsgeschichte und zum Privatrecht. 1947 wurde er Herausgeber der Zeitschrift der Savigny-Stiftung für Rechtsgeschichte. Von 1950 bis zu seinem Tod war Mitteis Präsident der Bayerischen Akademie der Wissenschaften.

## Andenken

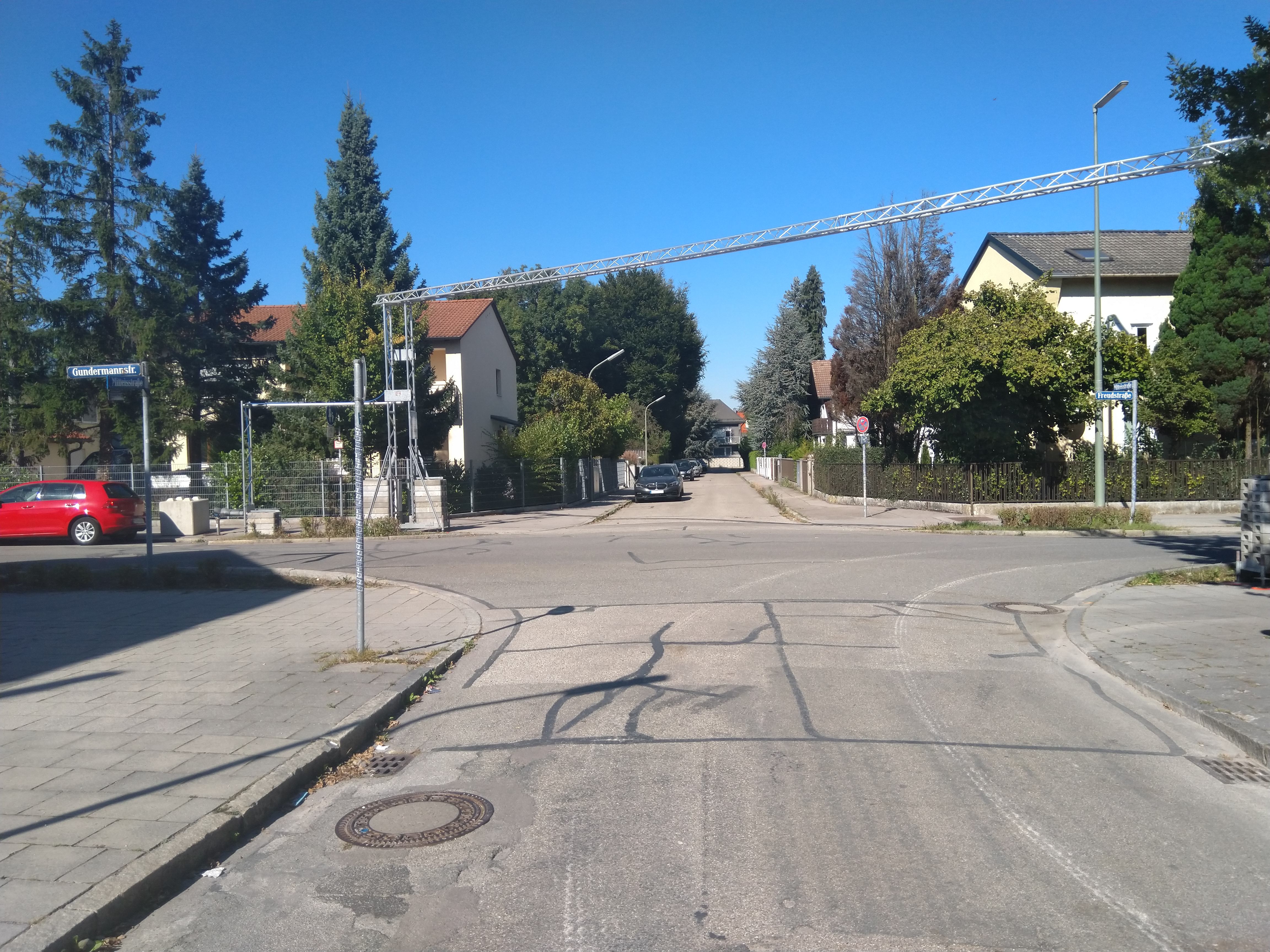
Mitteisstraße in München, Ansicht von Süden nach Norden

Im Jahr 1954 wurde in Wien-Floridsdorf (21. Bezirk) die Heinrich-Mitteis-Gasse nach ihm benannt. Drei Jahre später im Jahr 1957 wurde er im 24. Stadtbezirk Münchens Feldmoching-Hasenbergl (postum) durch die Benennung der Mitteisstraße geehrt.

## Schriften
- Politische Prozesse des früheren Mittelalters in Deutschland und Frankreich. Sitzungsberichte der Heidelberger Akademie der Wissenschaften, Phil.-hist.Klasse, Jahrgang 1926/27, Abhandlung 3, Carl Winters Universitätsbuchhandlung, Heidelberg (1927).
  - neu aufgelegt durch, Wissenschaftliche Buchgesellschaft, Darmstadt 1974, ISBN 3-534-06752-5.
- Lehnrecht und Staatsgewalt – Untersuchungen zur mittelalterlichen Verfassungsgeschichte (1933).
- Grundriß des Österreichischen Urheberrechtes (1936).
- Die deutsche Königswahl. Ihre Rechtsgrundlagen bis zur Goldenen Bulle, Baden bei Wien (1938).
- Der Staat des Hohen Mittelalters (1940).
- Die Rechtsgeschichte und das Problem der historischen Kontinuität. Abhandlungen der Deutschen Akademie der Wissenschaften zu Berlin. Philosophisch-Historische Klasse. Jahrgang 1947 Nr. 1. Akademie-Verlag Berlin 1947.
- Deutsche Rechtsgeschichte (1949).
- Deutsches Privatrecht (1950).
- Die Rechtsidee in der Geschichte (1957).